# Peyrelongue-Abos
Pour les articles homonymes, voir Peyrelongue (homonymie) et Abos (homonymie).
Peyrelongue-Abos (en béarnais Pèiralonga-Abòs ou Pèyreloungue-Abos) est une commune française située dans le département des Pyrénées-Atlantiques, en région Nouvelle-Aquitaine.

## Géographie

### Localisation
La commune de Peyrelongue-Abos se trouve dans le département des Pyrénées-Atlantiques, en région Nouvelle-Aquitaine.
Elle se situe à 34 km par la route de Pau, préfecture du département, et à 30 km de Serres-Castet, bureau centralisateur du canton des Terres des Luys et Coteaux du Vic-Bilh dont dépend la commune depuis 2015 pour les élections départementales.
La commune fait en outre partie du bassin de vie de Lembeye.
Les communes les plus proches sont : 
Samsons-Lion (1,7 km), Lucarré (2,7 km), Lembeye (2,9 km), Momy (3,0 km), Luc-Armau (3,1 km), Maspie-Lalonquère-Juillacq (3,5 km), Anoye (4,2 km), Bassillon-Vauzé (4,4 km).
Sur le plan historique et culturel, Peyrelongue-Abos fait partie de la province du Béarn, qui fut également un État et qui présente une unité historique et culturelle à laquelle s’oppose une diversité frappante de paysages au relief tourmenté.

### Communes limitrophes
Les communes limitrophes sont  Anoye, Lembeye, Luc-Armau, Lucarré, Momy et Samsons-Lion.
| Samsons-Lion | Lembeye          |           |
|              | Peyrelongue-Abos | Luc-Armau |
| Anoye        | Momy             | Lucarré   |

### Hydrographie

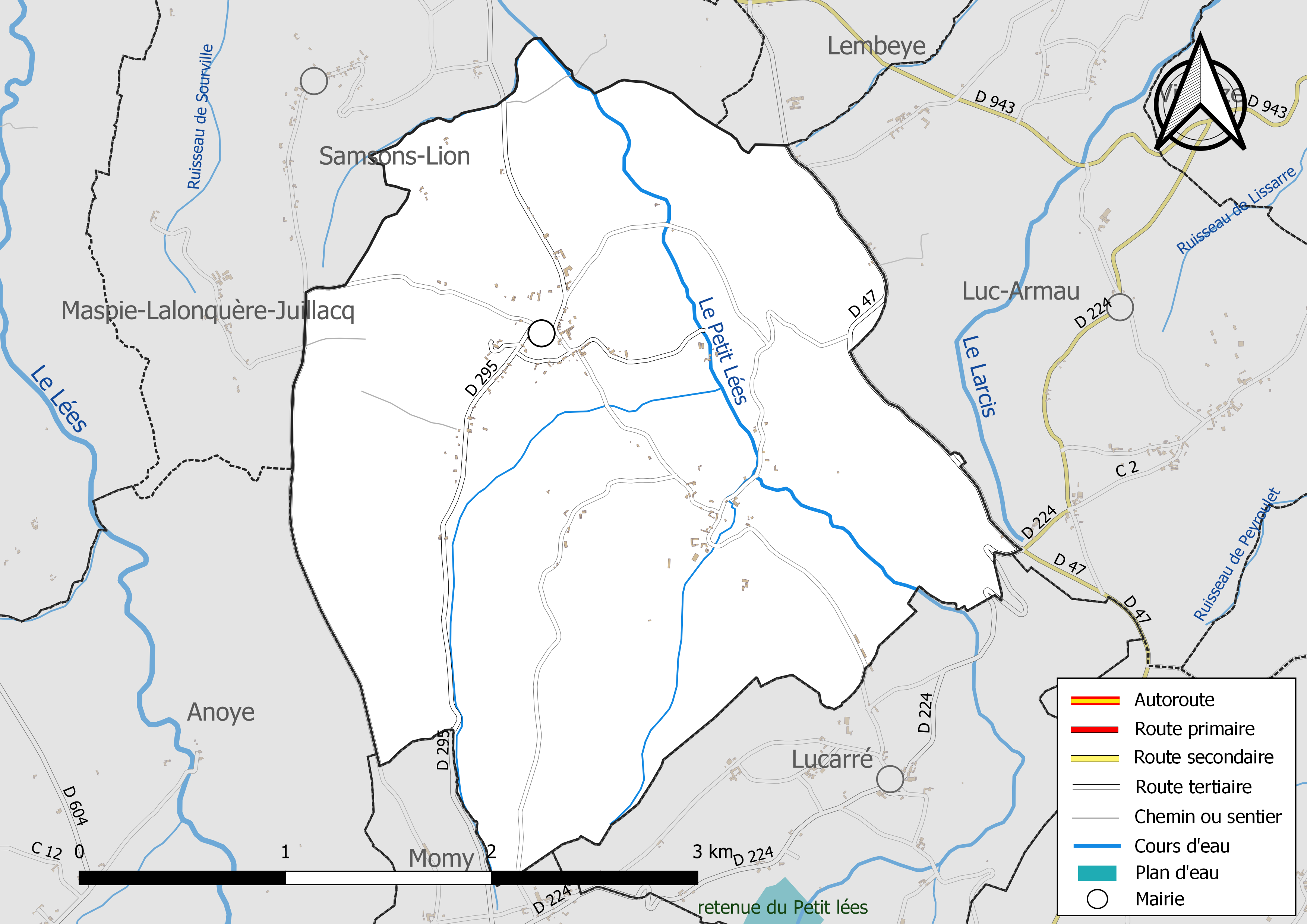
Réseaux hydrographique et routier de Peyrelongue-Abos.

La commune est drainée par le Petit Lées et par divers petits cours d'eau, constituant un réseau hydrographique de 9 km de longueur totale,.
Le Petit Lées, d'une longueur totale de 11,6 km, prend sa source dans la commune de Momy et s'écoule du sud vers le nord. Il traverse la commune et se jette dans le Léez à Os-Marsillon, après avoir traversé 5 communes.

### Climat
Pour des articles plus généraux, voir Climat de la Nouvelle-Aquitaine et Climat des Pyrénées-Atlantiques.
Historiquement, la commune est exposée à un climat de montagne.  
En 2020, Météo-France publie une typologie des climats de la France métropolitaine dans laquelle la commune est toujours exposée à un climat de montagne et est dans la région climatique Pyrénées atlantiques, caractérisée par une pluviométrie élevée (>1 200 mm/an) en toutes saisons, des hivers très doux (7,5 °C en plaine) et des vents faibles.
Pour la période 1971-2000, la température annuelle moyenne est de 12,7 °C, avec une amplitude thermique annuelle de 14,3 °C. Le cumul annuel moyen de précipitations est de 1 106 mm, avec 11,4 jours de précipitations en janvier et 8 jours en juillet. Pour la période 1991-2020, la température moyenne annuelle observée sur la station météorologique la plus proche, située sur la commune de Maubourguet à 12,39 km à vol d'oiseau, est de 0,0 °C et le cumul annuel moyen de précipitations est de 0,0 mm,. Pour l'avenir, les paramètres climatiques de la commune estimés pour 2050 selon différents scénarios d’émission de gaz à effet de serre sont consultables sur un site dédié publié par Météo-France en novembre 2022.

### Milieux naturels et biodiversité

#### Espaces protégés
La protection réglementaire est le mode d’intervention le plus fort pour préserver des espaces naturels remarquables et leur biodiversité associée,.
Un  espace protégé est présent sur la commune : 
le « coteau de Lembeye », un terrain acquis (ou assimilé) par un conservatoire d'espaces naturels,, d'une superficie de 97,5 ha.

#### Réseau Natura 2000
Le réseau Natura 2000 est un réseau écologique européen de sites naturels d'intérêt écologique élaboré à partir des Directives « Habitats » et « Oiseaux », constitué de zones spéciales de conservation (ZSC) et de zones de protection spéciale (ZPS).
Un site Natura 2000 a été défini sur la commune au titre de la « directive Habitats » : les « coteaux de Castetpugon, de Cadillon et de Lembeye », d'une superficie de 220 ha, présentant des pelouses calcaires riches en orchidées et autres plantes rares régionalement, globalement bien conservées,.

#### Zones naturelles d'intérêt écologique, faunistique et floristique
L’inventaire des zones naturelles d'intérêt écologique, faunistique et floristique (ZNIEFF) a pour objectif de réaliser une couverture des zones les plus intéressantes sur le plan écologique, essentiellement dans la perspective d’améliorer la connaissance du patrimoine naturel national et de fournir aux différents décideurs un outil d’aide à la prise en compte de l’environnement dans l’aménagement du territoire.
Une ZNIEFF de type 2 est recensée sur la commune, : 
les « coteaux calcaires du Béarn » (461,36 ha), couvrant 20 communes du département.

## Urbanisme

### Typologie
Au 1er janvier 2024, Peyrelongue-Abos est catégorisée commune rurale à habitat très dispersé, selon la nouvelle grille communale de densité à sept niveaux définie par l'Insee en 2022.
Elle est située hors unité urbaine. Par ailleurs la commune fait partie de l'aire d'attraction de Pau, dont elle est une commune de la couronne,. Cette aire, qui regroupe 227 communes, est catégorisée dans les aires de 200 000 à moins de 700 000 habitants,.

### Occupation des sols

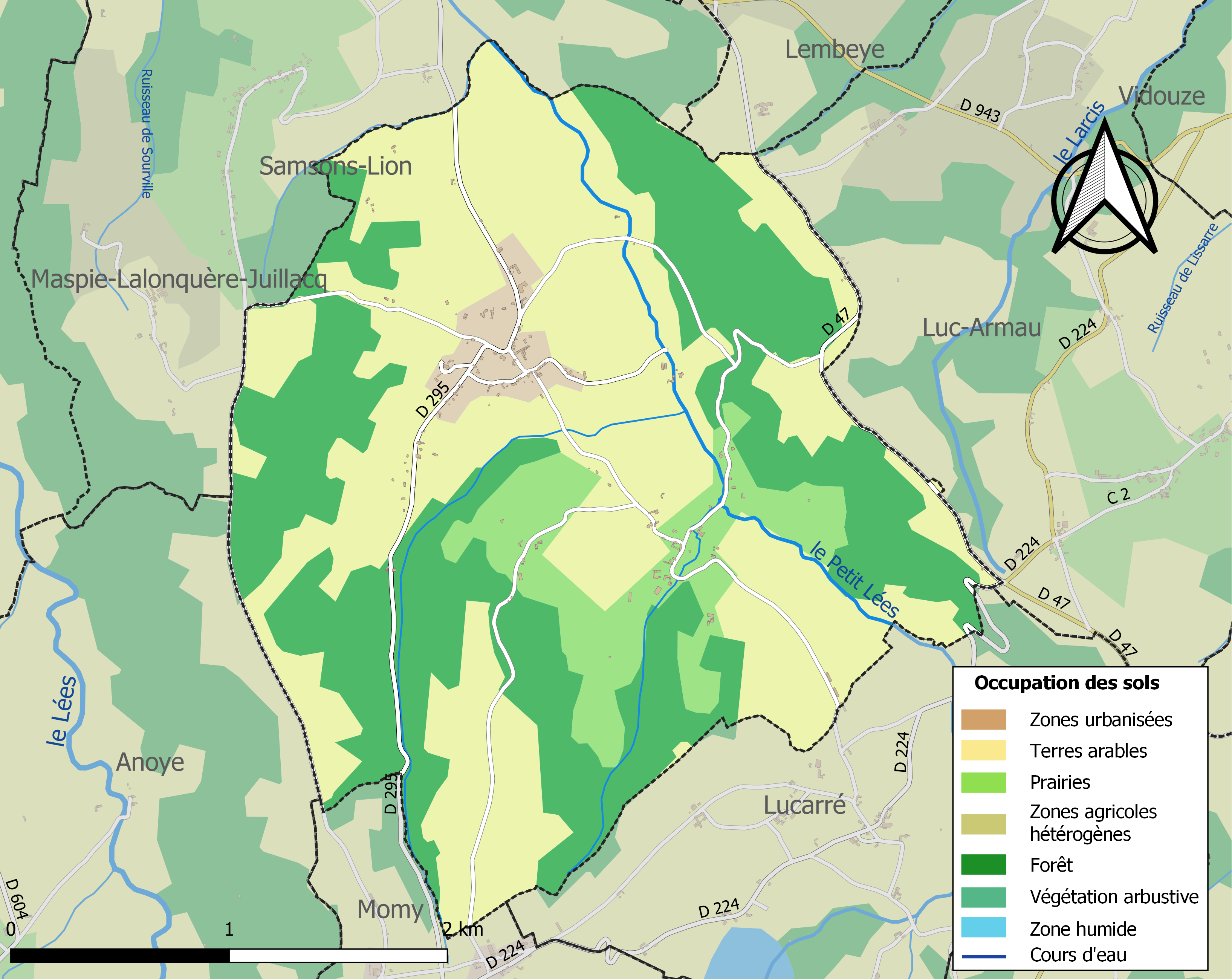
Carte des infrastructures et de l'occupation des sols de la commune en 2018 (CLC).

L'occupation des sols de la commune, telle qu'elle ressort de la base de données européenne d’occupation biophysique des sols Corine Land Cover (CLC), est marquée par l'importance des territoires agricoles (59,6 % en 2018), une proportion sensiblement équivalente à celle de 1990 (59,5 %). La répartition détaillée en 2018 est la suivante : 
terres arables (49,9 %), forêts (37,3 %), prairies (9,7 %), zones urbanisées (3 %). L'évolution de l’occupation des sols de la commune et de ses infrastructures peut être observée sur les différentes représentations cartographiques du territoire : la carte de Cassini (XVIIIe siècle), la carte d'état-major (1820-1866) et les cartes ou photos aériennes de l'IGN pour la période actuelle (1950 à aujourd'hui).

### Lieux-dits et hameaux
- Abos ;
- Peyrelongue.

### Voies de communication et transports
Elle est desservie par les routes départementales 47 et 295.

### Risques majeurs
Le territoire de la commune de Peyrelongue-Abos est vulnérable à différents aléas naturels : météorologiques (tempête, orage, neige, grand froid, canicule ou sécheresse) et séisme (sismicité modérée). Un site publié par le BRGM permet d'évaluer simplement et rapidement les risques d'un bien localisé soit par son adresse soit par le numéro de sa parcelle.

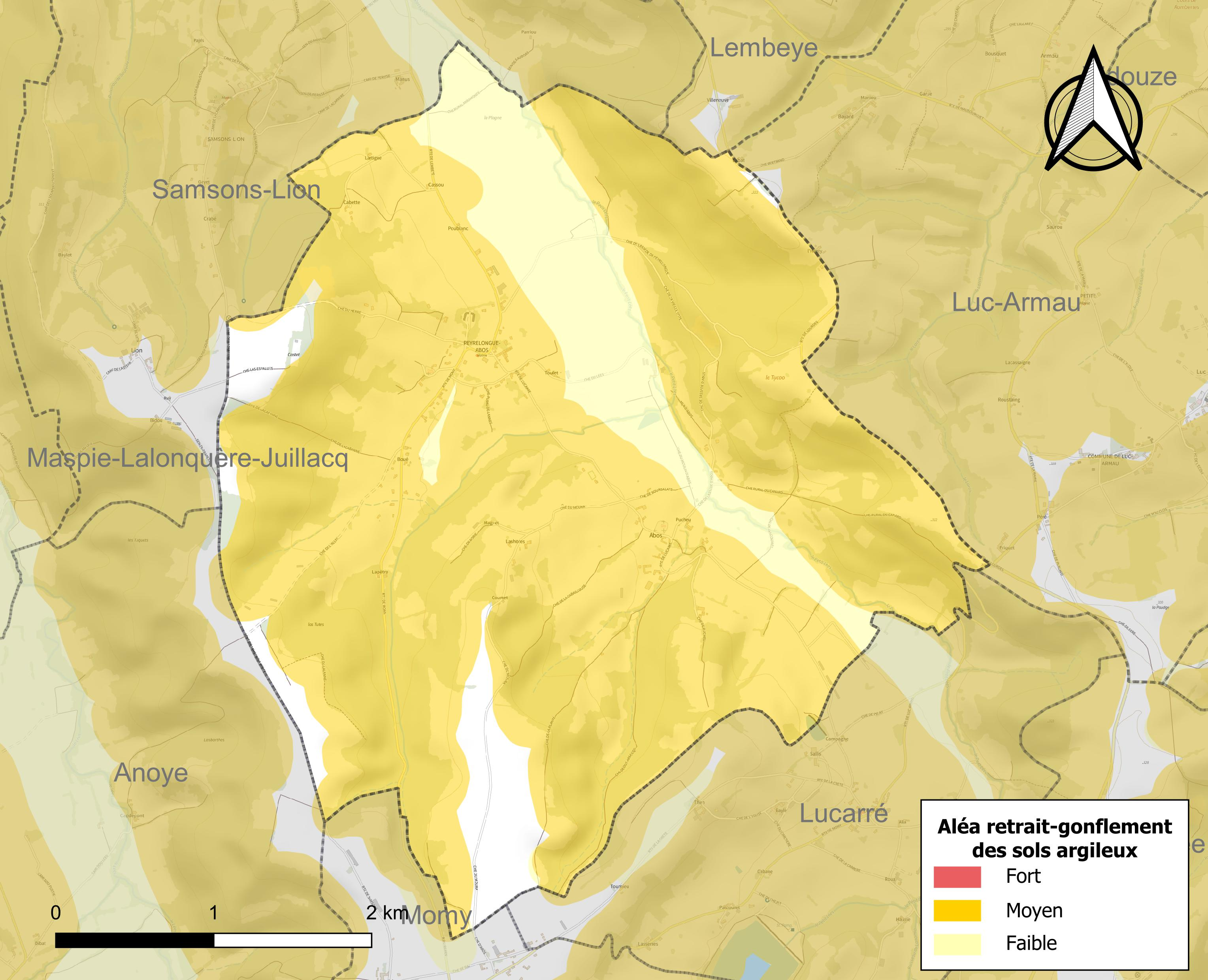
Carte des zones d'aléa retrait-gonflement des sols argileux de Peyrelongue-Abos.

Le retrait-gonflement des sols argileux est susceptible d'engendrer des dommages importants aux bâtiments en cas d’alternance de périodes de sécheresse et de pluie. 81,8 % de la superficie communale est en aléa moyen ou fort (59 % au niveau départemental et 48,5 % au niveau national). Depuis le 1er octobre 2020, en application de la loi ELAN, différentes contraintes s'imposent aux vendeurs, maîtres d'ouvrages ou constructeurs de biens situés dans une zone classée en aléa moyen ou fort,.
La commune a été reconnue en état de catastrophe naturelle au titre des dommages causés par les inondations et coulées de boue survenues en 1982, 1989, 2007, 2009 et 2018.

## Toponymie
Le toponyme Peyrelongue est mentionné au XIe siècle (Pierre de Marca), et apparaît sous les formes Peyralonca en Vic-Bilh et Peyrelonque (respectivement 1544 et 1548, réformation de Béarn).
Le toponyme Abos, village de Peyrelongue, apparaît sous les formes Aboss (1286, titres d'Abos), Avos et Abos en Vic-Bilh (respectivement 1385 et XIVe siècle, censier de Béarn), Abossium (1425, cartulaire du château de Pau), Aboos (vers 1540, réformation de Béarn), Abos (XVIIIe siècle, carte de Cassini) et Abes (1801, Bulletin des lois).
Le nom béarnais de la commune est Pèiralonga-Abòs ou Pèyreloungue-Abos.
Michel Grosclaude propose une étymologie possible provenant du cognomen latin Avus complété du suffixe aquitain -ossum.

## Histoire
En 1385, on comptait à Peyrelongue treize feux, et quinze à Abos. Les deux paroisses dépendaient du bailliage de Lembeye.
Abos s'est unie à Peyrelongue en 1843.

### Les Hospitaliers
Paul Raymond note que Peyrelongue et Abos étaient des membres de la commanderie des Hospitaliers de l'ordre de Saint-Jean de Jérusalem de Caubin et Morlaàs.

## Politique et administration
| Période                                  | Période  | Identité        | Étiquette | Qualité |
| ---------------------------------------- | -------- | --------------- | --------- | ------- |
| avant 1995                               | 2001     | Vincent Dabadie |           |         |
| 2001                                     | En cours | Pierre Armau    |           |         |
| Les données manquantes sont à compléter. |          |                 |           |         |

### Intercommunalité
Peyrelongue-Abos fait partie de quatre structures intercommunales :
- la communauté de communes du Nord-Est Béarn ;
- le SIVU de la voirie du canton de Lembeye ;
- le syndicat d'énergie des Pyrénées-Atlantiques ;
- le syndicat intercommunal d'alimentation en eau potable (SIAEP) du Vic-Bilh Montanérès.

## Population et société

### Démographie
L'évolution du nombre d'habitants est connue à travers les recensements de la population effectués dans la commune depuis 1793. Pour les communes de moins de 10 000 habitants, une enquête de recensement portant sur toute la population est réalisée tous les cinq ans, les populations de référence des années intermédiaires étant quant à elles estimées par interpolation ou extrapolation. Pour la commune, le premier recensement exhaustif entrant dans le cadre du nouveau dispositif a été réalisé en 2007.

En 2022, la commune comptait 146 habitants, en évolution de −1,35 % par rapport à 2016 (Pyrénées-Atlantiques : +3,78 %, France hors Mayotte : +2,11 %).
| 1793 | 1800 | 1806 | 1821 | 1831 | 1836 | 1841 | 1846 | 1851 |
| ---- | ---- | ---- | ---- | ---- | ---- | ---- | ---- | ---- |
| 233  | 201  | 261  | 279  | 481  | 481  | 478  | 480  | 457  |

| 1856 | 1861 | 1866 | 1872 | 1876 | 1881 | 1886 | 1891 | 1896 |
| ---- | ---- | ---- | ---- | ---- | ---- | ---- | ---- | ---- |
| 461  | 417  | 392  | 380  | 359  | 345  | 347  | 324  | 272  |

| 1901 | 1906 | 1911 | 1921 | 1926 | 1931 | 1936 | 1946 | 1954 |
| ---- | ---- | ---- | ---- | ---- | ---- | ---- | ---- | ---- |
| 259  | 260  | 251  | 221  | 217  | 210  | 206  | 191  | 157  |

| 1962 | 1968 | 1975 | 1982 | 1990 | 1999 | 2006 | 2007 | 2012 |
| ---- | ---- | ---- | ---- | ---- | ---- | ---- | ---- | ---- |
| 156  | 134  | 125  | 142  | 124  | 120  | 132  | 134  | 145  |

| 2017 | 2022 | - | - | - | - | - | - | - |
| ---- | ---- | - | - | - | - | - | - | - |
| 150  | 146  | - | - | - | - | - | - | - |

## Culture locale et patrimoine

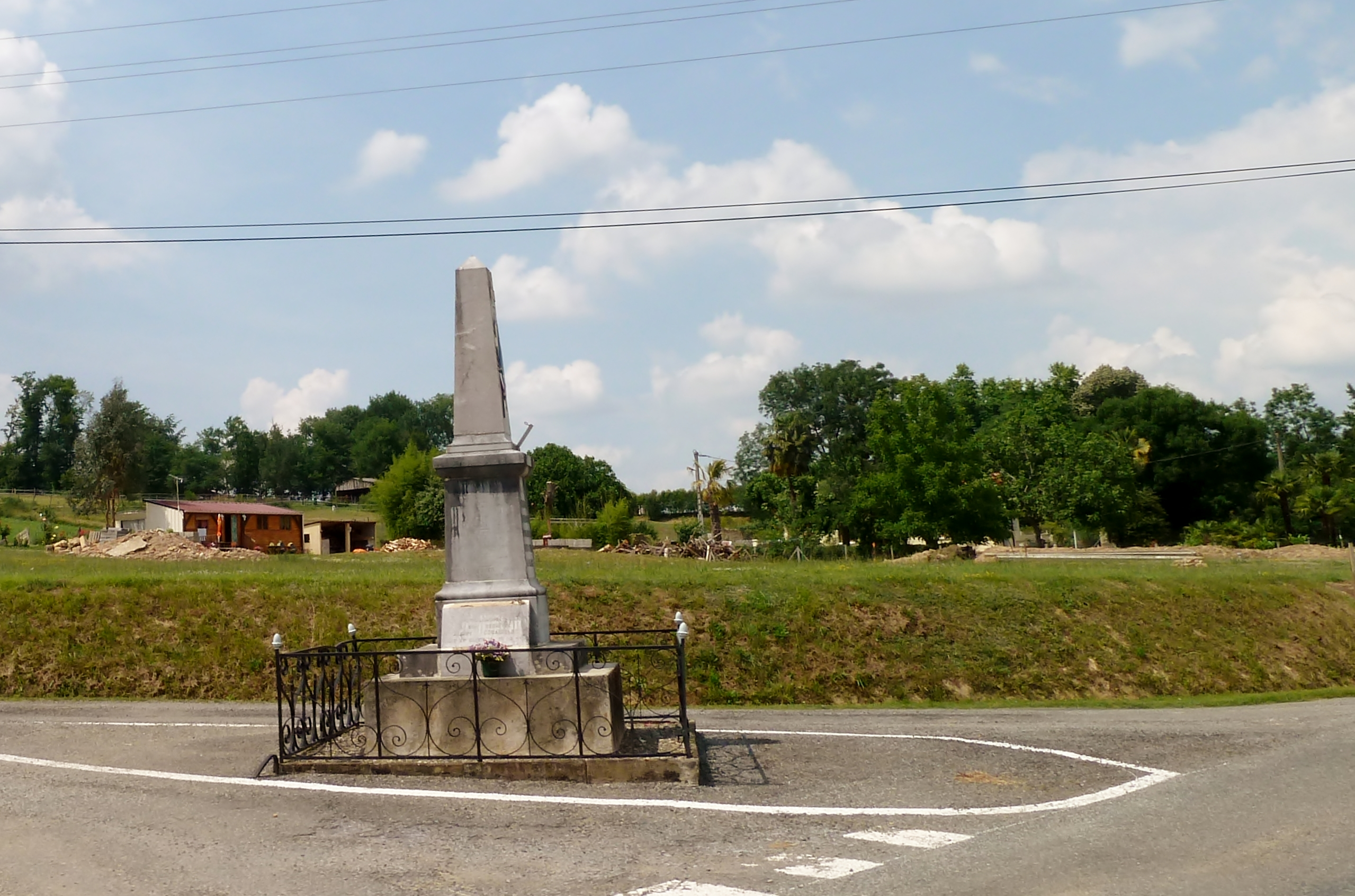
Le monument aux morts.
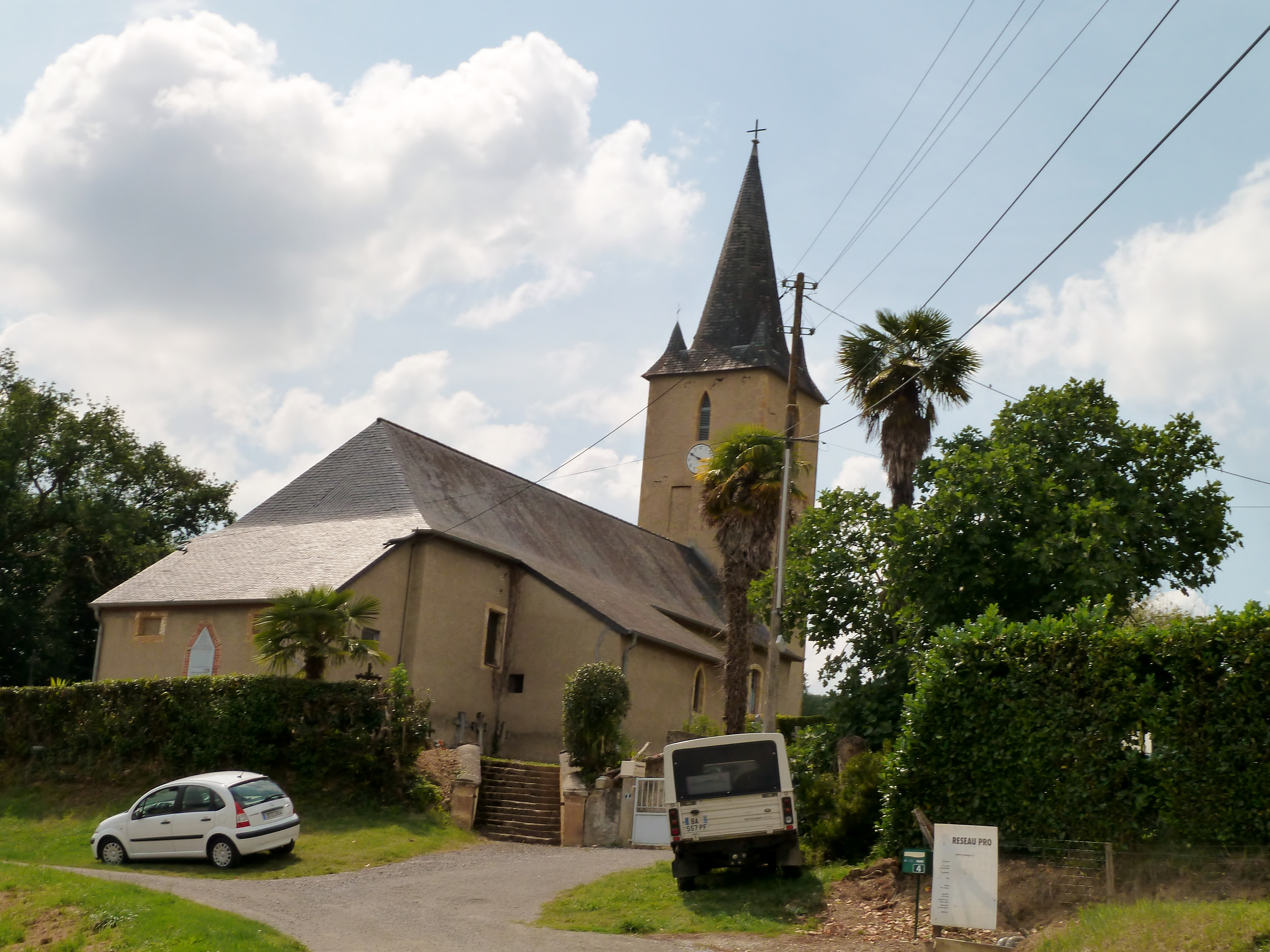
L'église Saint-Martin.
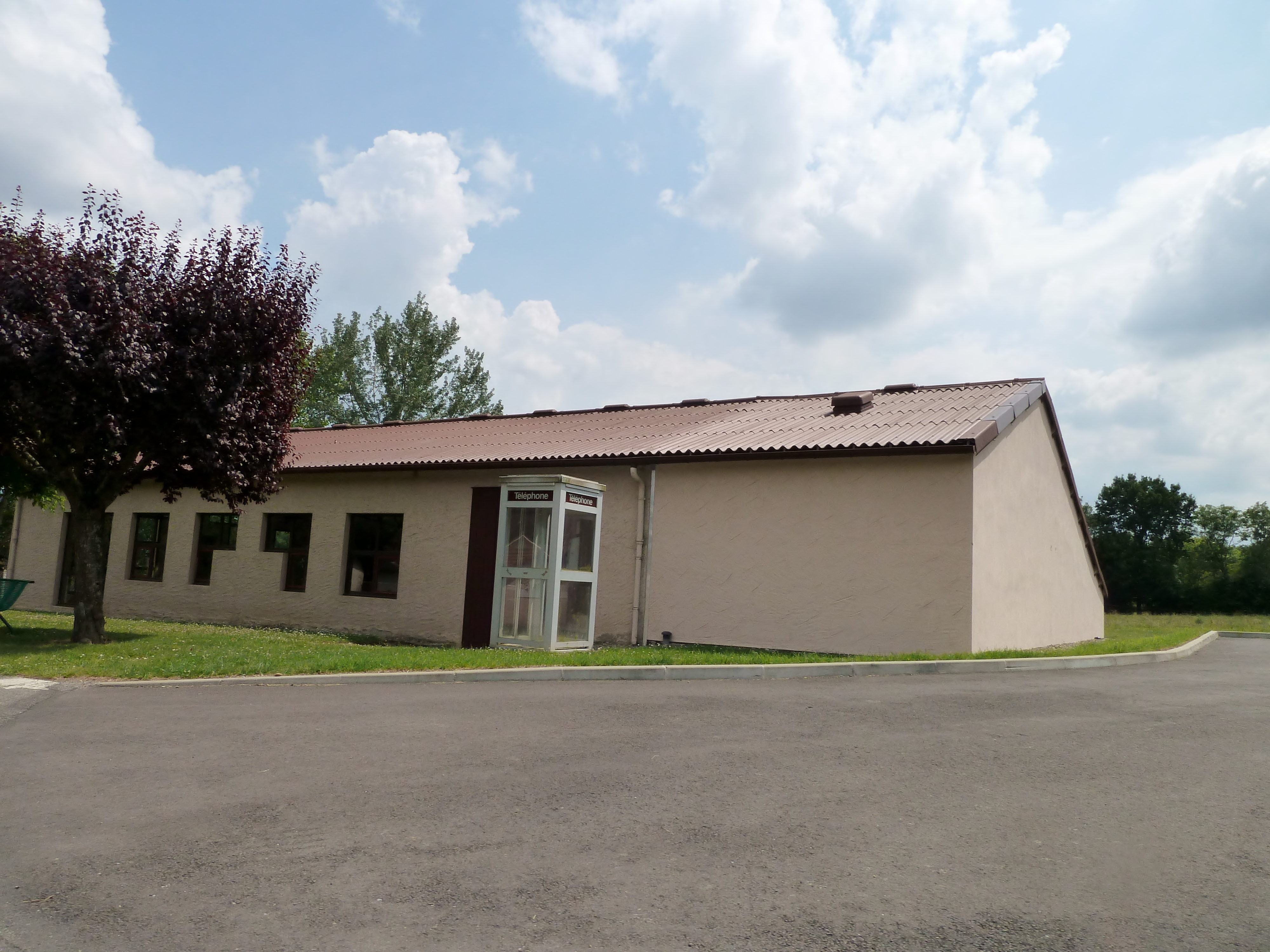
La salle polyvalente.

Fête de Peyrelongue-Abos le premier week-end de décembre.

### Patrimoine civil
Des vestiges d'ensembles fortifiés des XIe et XIIe siècles à Abos et Peyrelongue témoignent du passé ancien de la commune.
La demeure dite maison Billières, à Peyrelongue, date de la fin du XVIe siècle.
Le château de Peyrelongue date, semble-t-il, du XVIIIe siècle.
La commune présente un ensemble de demeures et de fermes dont la construction s'est étalée du XVIIe siècle au XIXe siècle.

### Patrimoine religieux
L'église Saint-André, à Abos, date partiellement du XIe siècle. Elle recèle du mobilier, un tableau et des objets inscrits à l'inventaire général du patrimoine culturel.
Celle de Peyrelongue, l'église de Hospitaliers de l'ordre de Saint-Jean de Jérusalem Saint-Martin, fut partiellement reconstruite au milieu du XVIIIe siècle. On y trouve également des objets, une lithographie et du mobilier inventoriés par le ministère de la Culture.